# Caracara austral
Phalcoboenus australis
Pour les articles homonymes, voir Caracara.
Espèce
Statut de conservation UICN

 NT  : Quasi menacé
Statut CITES
Le Caracara austral (Phalcoboenus australis), aussi appelé cararaca ou  carancho des îles Malouines, est une espèce de rapaces diurnes de la famille des Falconidae.

## Description
Le plumage des adultes est presque noir, avec les pattes et le lore orange et le bec taché de gris. Les jeunes ont un bas orangé et rouge clair qu'ils perdent après leur première mue. Le plumage définitif adulte n'est acquis qu'après cinq ans.

## Répartition
Le Caracara austral se trouve dans plusieurs îles de la Terre de Feu, mais c'est aux îles Malouines (Falkland) qu'il est le plus abondant avec une population estimée à 500 couples (où il est surnommé Johnny Rook).

## Population et conservation
L'espèce est considérée comme menacée.

## Galerie

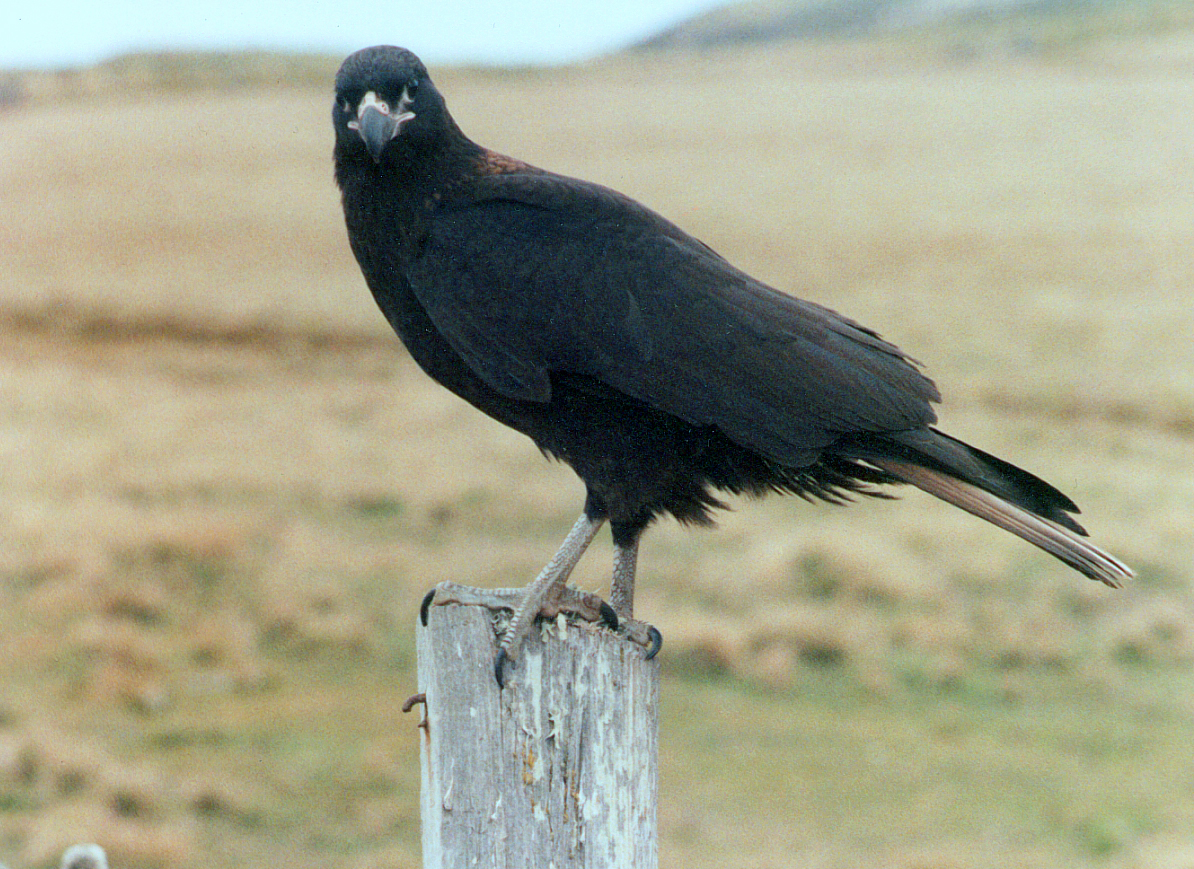
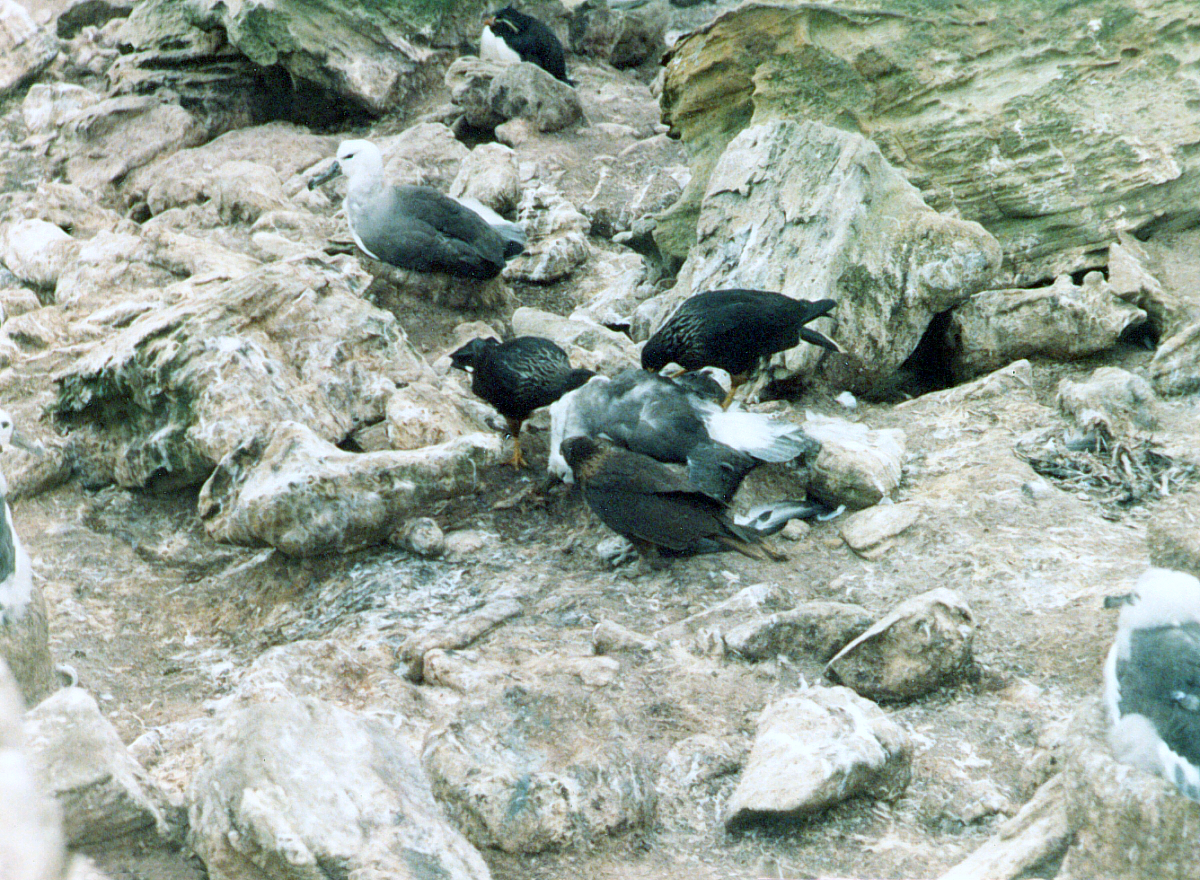
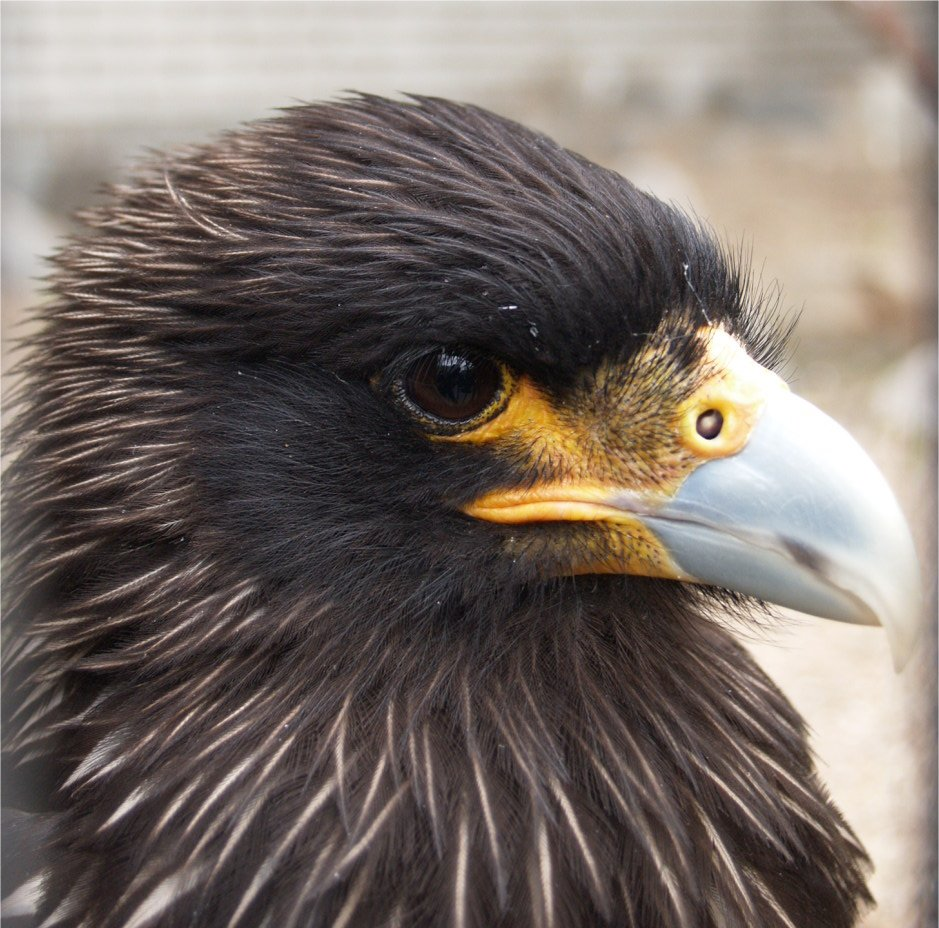